# Carol Valença
Carol Valença (Rio de Janeiro, 15 de março de 1984), é uma atriz, cantora e dubladora brasileira. Ela é mais conhecida por ser a voz de Monkey D. Luffy, protagonista do anime One Piece, a super-heroína Supergirl na série de televisão homônima e Abby, em The Last of Us Part II.
Nascida no Rio de Janeiro em 1984, fez cursos de voz em Los Angeles, se formou em artes cénicas trabalhou com teatro e se destacou no mercado da dublagem em São Paulo. Fez curso de dublagem com Maíra Góes, que posteriormente a convidou para dublar Aracy de Carvalho, personagem de Sophie Charlotte na minissérie Passapore para a Liberdade, da Globo.
Já participou de várias convenções de anime cultura pop japonesa em geral pelo país, como o Anime Summit e a Superamostra Nacional de Animes (SANA). Em 29 de junho de 2024, participou do evento Go Game Festival em Goiânia. Em dezembro do mesmo ano, participou do Anime Santos Geek Fest.
Se uniu aos dubladores Glauco Marques (Zoro, em One Piece) e Adrian Tatini (Usopp, em One Piece) para criar o projeto Mitsubukai, um canal em que o trio conversa sobre dublagem e cultura pop em geral. Valença não fez a voz de Luffy na série live action de One Piece, mas trabalhou como uma das diretoras da dublagem e deu sua benção para o novo ator escolhido, Vyni Takahashi.
Valença é defensora do movimento Dublagem Viva, a favor da regulamentação do uso de inteligência artificial no setor de arte e cultura e, consequentemente, na dublagem.
Em 2024, fez um trabalho de voz original da personagem Ana, da animação brasileira Abá e sua Banda.
Em 2025, foi escalada para dublar a personagem Vanessa, da série da Pixar Ganhar ou Perder, além do protagonista Reborn em Katekyō Hitman Reborn!.

## Prêmios e indicações
| Ano  | Premiação                | Categoria                                 | Papel                           | Resultado | Fonte  |
| ---- | ------------------------ | ----------------------------------------- | ------------------------------- | --------- | ------ |
| 2021 | Cubo de Ouro             | Dublagem Geek do Ano                      | Abby, em The Last of Us Part II | Venceu    | [ 18 ] |
| 2021 | Anime Awards Brasil      | Melhor Performance em Dublagem Brasileira | Luffy, em One Piece             | Venceu    | [ 3 ]  |
| 2021 | Crunchyroll Anime Awards | Melhor Dublador(a) (Português)            | Luffy, em One Piece             | Indicada  | [ 19 ] |
| 2022 | Crunchyroll Anime Awards | Melhor Performance (Português)            | Luffy, em One Piece             | Indicada  | [ 20 ] |
| 2022 | Cubo de Ouro             | Dublagem Geek do Ano                      | Luffy, em One Piece             | Indicada  | [ 21 ] |

## Trabalhos
- Monkey D. Luffy – One Piece;

- 22 – Soul;

- Milio – League of Legends;

- Kara Danvers – Supergirl;

- Supergirl – Injustice 2;

- Abby – The Last of Us Part II;

- Narradora – Valorant;[22]

- Aracy de Carvalho – Passaporte para a Liberdade;

- Yara Greyjoy – Game of Thrones;

- Doraemon – Doraemon;

- Manilla – La casa de papel;

- Ayo – Pantera Negra;

- Fiona Miller – Quantum Break;

- Kimmy Gibbler – Fuller House;

- Erza Scarlet – Fairy Tail;[23]

- Anastasia – Brave 10;[24]

- Sun Bin – Honor of Kings;[25]

- Stephanie – Fobia – St. Dinfna Hotel.[26]
- Reborn - Katekyō Hitman Reborn!
- Luxúria - Fullmetal Alchemist: Brotherhood[17]